# Günter Reichelt
Günter Reichelt (ur. 11 września 1957) – wschodnioniemiecki zapaśnik walczący w stylu klasycznym.
Wicemistrz świata w 1983. Srebrny medalista mistrzostw Europy w 1984; czwarty w 1983; piąty w 1985. Trzeci na ME młodzieży w 1976 roku.
Mistrz NRD w latach 1979–1983, 1985 i 1986; trzeci w 1984 roku.